# Driggs (Idaho)
Driggs é uma cidade localizada no estado americano de Idaho, no Condado de Teton.

## Demografia
Segundo o censo americano de 2000, a sua população era de 1100 habitantes.
Em 2006, foi estimada uma população de 1253, um aumento de 153 (13.9%).

## Geografia
De acordo com o United States Census Bureau tem uma área de
2,7 km², dos quais 2,7 km² cobertos por terra e 0,0 km² cobertos por água. Driggs localiza-se a aproximadamente 1927 m acima do nível do mar.

## Localidades na vizinhança
O diagrama seguinte representa as localidades num raio de 36 km ao redor de Driggs.